# Chengannur

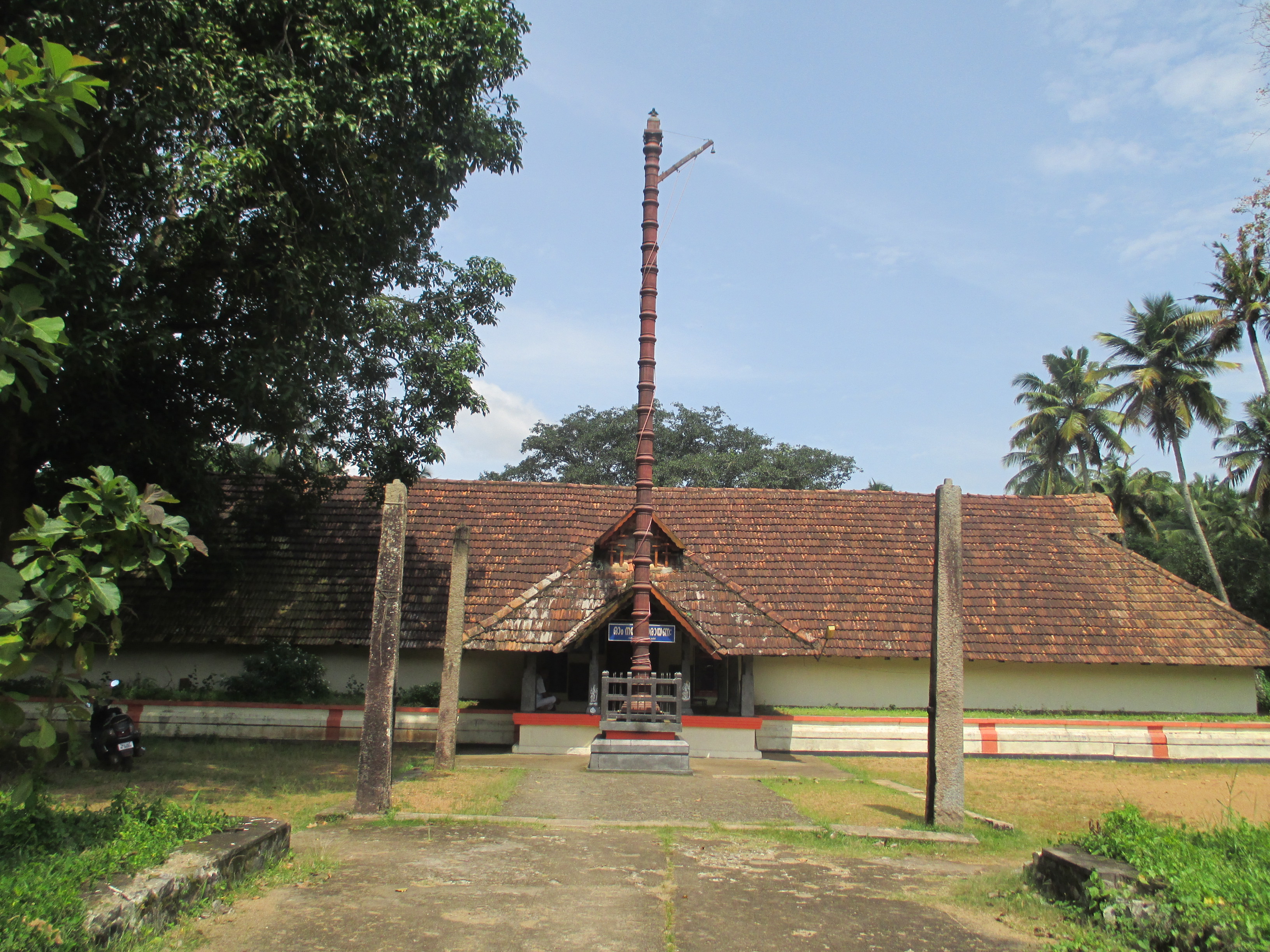
Le temple Thrichittatt Maha Vishnu?

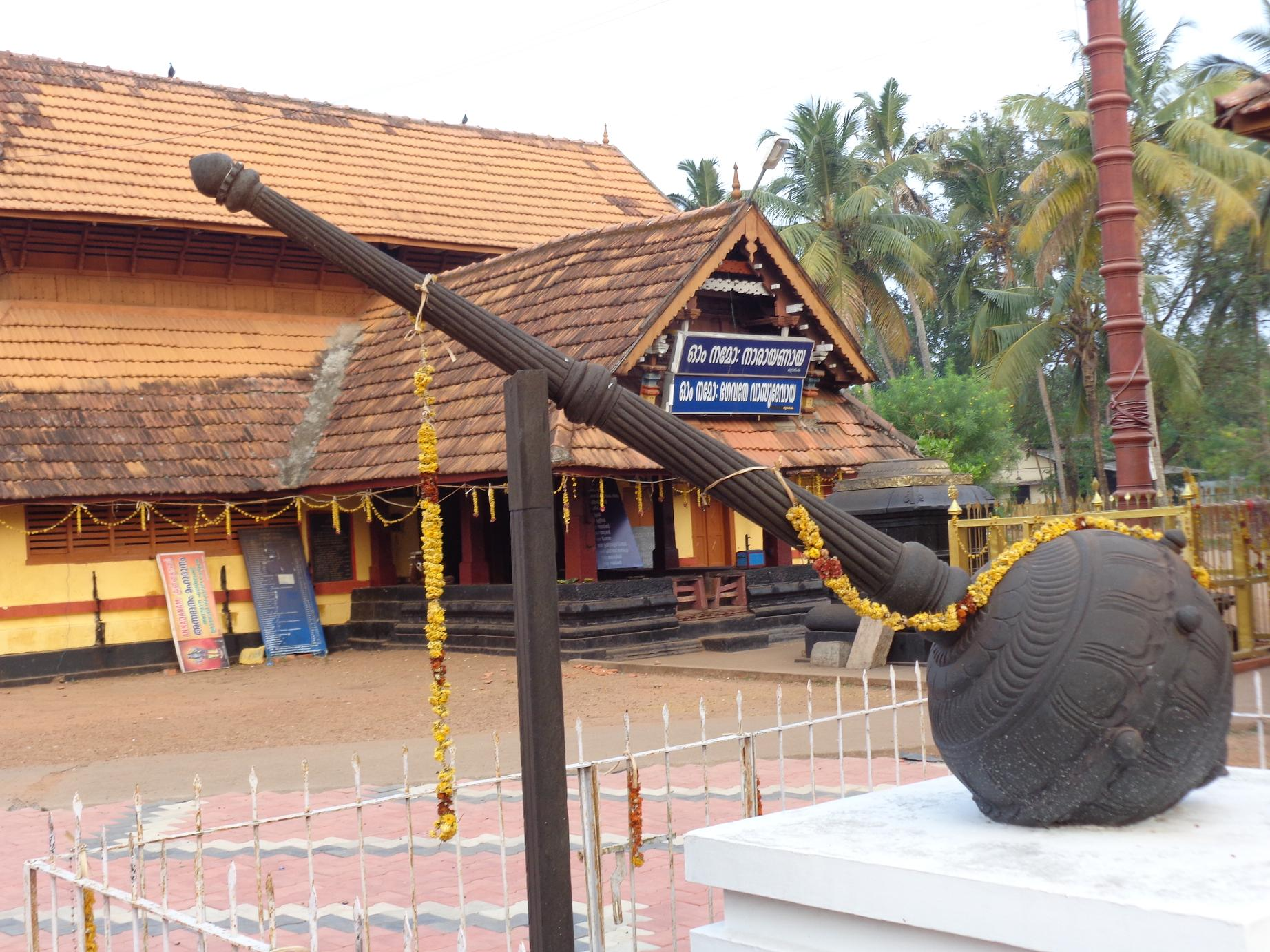
Masse de Bhima (Gada), temple Thripuliyoor Mahavishnu.

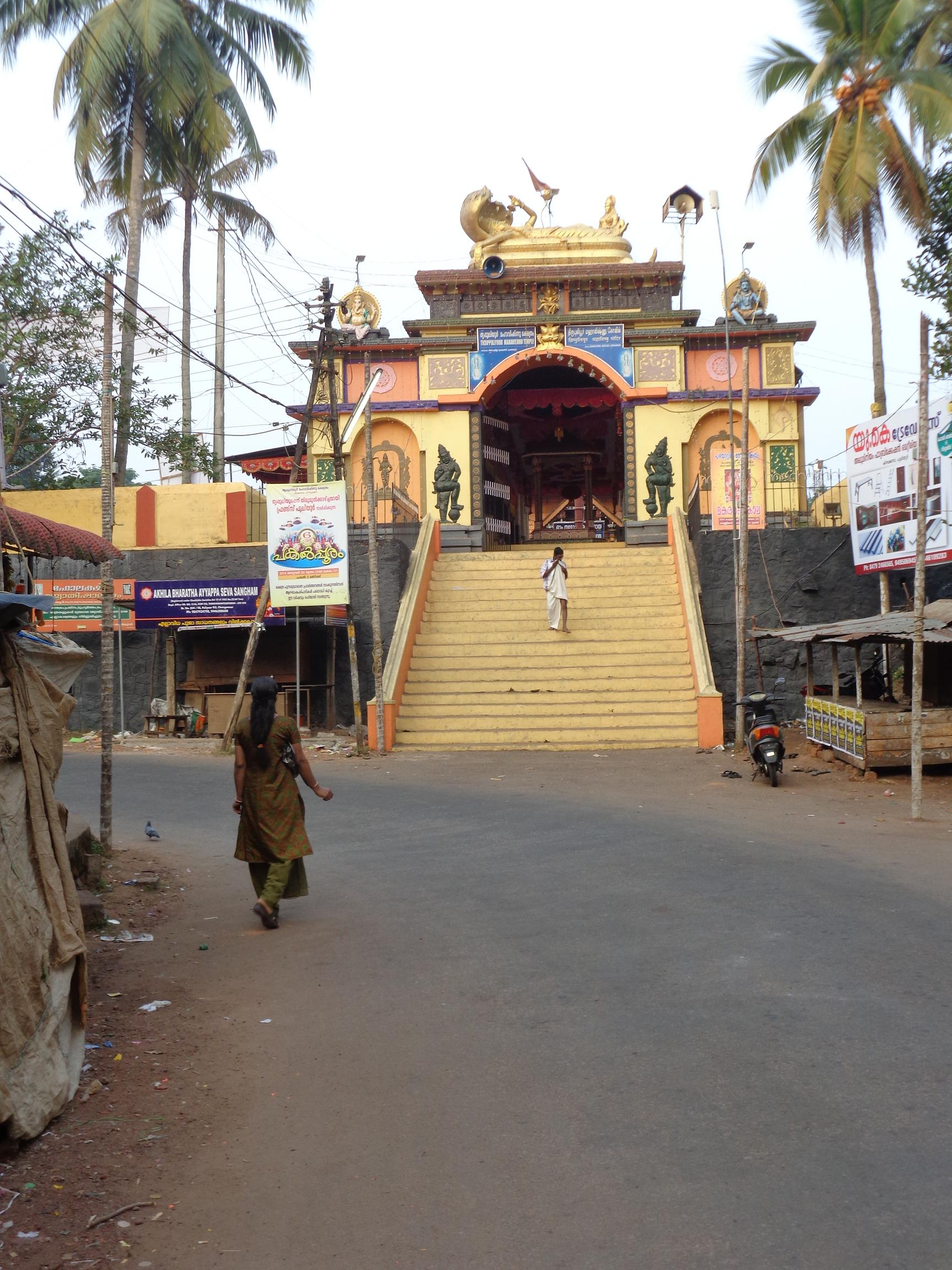
Puliyoor Gopuram, temple Thripuliyoor Mahavishnu.

Chengannur (également orthographié Chengannoor ou Chenganur) est une municipalité du district d'Alappuzha dans l'État du Kerala, en Inde.

## Géographie
Chengannur est située dans la partie extrême est du district d'Alappuzha, sur les rives de larivière  Pamba, à 117 km au nord de la capitale de l'État, Thiruvananthapuram, sur la route MC (route nationale 1). Chengannur est reliée à Kollam et Kottayam par la NH 220.
Les villes municipales voisines sont Pandalam au sud, Mavelikkara à l'ouest Pathanamthitta à l'est et Tiruvalla au nord. Le taluk comprend des villages tels que Kurattissery, Mannar, Ennakkad, Pandanad, Thiruvanvandoor, Chengannur, Mulakuzha, Ala, Puliyoor, Cheriyanad, Budhanoor et Venmony.

## Population
Au recensement de 2001, Chengannur Taluk comptait une population de 125 391 habitants. Les hommes constituent 48 % de la population et les femmes 52 %. Quelque 9 % de la population a moins de 6 ans et les personnes âgées représentent 34 %.

### Alphabétisation
Le taux d'alphabétisation de Chengannur est 97,82 %, supérieur à la moyenne de l'État qui est de 94,00 %. À Chengannur, l'alphabétisation des hommes est d'environ 98,35 % tandis que le taux d'alphabétisation des femmes est de 97,36 %.

## Culture
Chengannur est connue pour le temple de Chengannur Mahadeva (alias « Dakshina Kailasam » en tant que temple majeur de Shiva du sud de l'Inde) et pour sa vieille église syrienne de l'ancienne communauté chrétienne syrienne.
Chengannur est également une destination majeure des pèlerins de Sabarimala et est connue sous le nom de Porte de Sabarimala.

## Transports

### Rail
La gare de Chengannur (code de la gare : CNGR), est une gare ferroviaire importante entre Kollam et Kottayam. Il s'agit d'une gare ferroviaire majeure de la division ferroviaire de Thiruvananthapuram de la zone ferroviaire méridionale. La population de la partie orientale de l'État utilise cette gare pour se rendre dans diverses régions du pays. Tous les trains empruntant cet itinéraire s'arrêtent à la gare de Chengannur qui répond aux besoins de trois districts, à savoir Alappuzha, Kollam et Pathanamthitta. Par chemin de fer, Chengannur est reliée aux grandes villes d'Inde comme Delhi, Mumbai, Chennai, Kolkata, Bangalore, Hyderabad, Pune, Agra, Ahmedabad, Bikaner, Mangalore, Bhopal, Guwahati, Nagpur, Jammu et d'autres grandes villes du pays. Récemment, la station a été déclarée « La Porte de Sabarimala ». La ligne ferroviaire entre Chengannur et Thiruvananthapuram a été doublée et électrifiée. Deux nouvelles lignes sont proposées depuis Chengannur, l'une vers Thiruvananthapuram via Adoor et l'autre vers Sabarimala via Pathanamthitta. En outre, il est proposé d'établir un MRTS entre Thiruvananthapuram et Chengannur. Il y a une autre petite gare à Cheriyanadu qui est à 6 km du centre ville.
Le train Dibrugarh-Kânyâkumârî Vivek Express qui relie Dibrugarh, dans l'Assam, à Kânyâkumârî, au Tamil Nadu, fait un arrêt dans la gare de la ville.